# Ilhas De Long
As ilhas De Long (russo:  Острова Де-Лонга, tr. Ostrova De-Longa; em iacuta:  Де Лоҥ Aрыылара) são um arquipélago desabitado, normalmente incluído nas Ilhas da Nova Sibéria, a nordeste de Novaya Sibir. Têm no total uma área de 228 km2. O arquipélago tem o nome do descobridor de três das ilhas do grupo, o explorador norte-americano George Washington De Long, que passou no local em 1881.
O arquipélago tem cinco ilhas. A ilha Bennett é a maior, e contém o ponto mais elevado, com 426 m de altitude. As ilhas são parcialmente cobertas por glaciares (cerca de 80,6 km²).
| Ilha        | Cirílico           | Área (km²) | Altitude máx. | Localização                   |
| ----------- | ------------------ | ---------- | ------------- | ----------------------------- |
| Bennett     | Остров Беннетта    | 150        | 426 m         | 76° 42′ N, 148° 59′ L         |
| Henrietta   | Остров Генриетты   | 12         | 340 m         | 77° 05′ 25″ N, 156° 34′ 00″ L |
| Jeannette   | Остров Жаннетты    | 3.3        | 250 m         | 76° 47′ 22″ N, 158° 05′ 28″ L |
| Zhokhov     | Остров Жохова      | 77         | 120 m         | 76° 09′ N, 152° 43′ L         |
| Vilkitskogo | Остров Вилькицкого | 1.5        | 70 m          | 75° 42′ 45″ N, 152° 27′ 37″ L |

## Geologia
As ilhas De Long foram os principais montes na Grande Planície do Ártico, que no Pleistoceno tardio era a parte norte da Beríngia, entre a Sibéria e o Alasca, durante o último máximo glacial (época Weichselian tardia). Estas ilhas são o que resta de cerca de 1 600 000 km2 da Grande Planície do Ártico, agora sumersa sob o Oceano Ártico e o mar Siberiano Oriental. Na maior extensão desta planície, durante o último máximo glacial, o nivel do mar estava 100-120 m abaixo do nível do mar moderno e a linha de costa ficava entre 700 km a 1000 km a norte da sua posição atual. Esta planície não estava excessivamente glacializada nem durante o Pleistoceno Superior, nem durante o último máximo glacial, já que estava na sombra orográfica do campo de gelo da Europa do Norte. A Grande Planície do Ártico ficou sumbersa, à exceção das ilhas da Nova Sibéria e outras ilhas isoladas, num período de tempo relativamente curto de 7000 anos, durante o primeiro-médio Holoceno.
Durante a extremamente fria região polar no último máximo glacial (época Weichseliana tardia), há cerca de 17000 a 24000 anos, pequenos pedaços de gelo surgiram sobre as ilhas De Long. Fragmentos destes pedaços de gelo conservam-se nas ilhas Jeannette, Henrietta e Bennett. Vestígios das antigas encostas e circos glaciares do Weichselian tardio conservam-se na ilha Zhokhov, conservados em forma de gelo enterrado nos depósitos de terra.
Rochas do primeiro Paleozoico, Paleozoico Médio, Cretácico e Neogeno têm sido encontradas ao longo das ilhas De Long. As rochas do Paleozoico inicial são rochas sedimentares do Câmbrico e Ordovícico, interestratificadas com pequenas quantidades de calcário. As rochas do Paleozoico Medio consistem predominantemente em rochas muito dobradas e com falhas, vulcanoclásticas basálticas, andesíticas e dioríticas, tufos, lavas, diques e soleiras. As rochas do Cretácico compõem-se de basaltos interestratificados, argilitos, arenitos e em menor medida, carvões. As rochas mais jovens expostas nas ilhas De Long são rochas vulcânicas basálticas do Neogeno.

## História

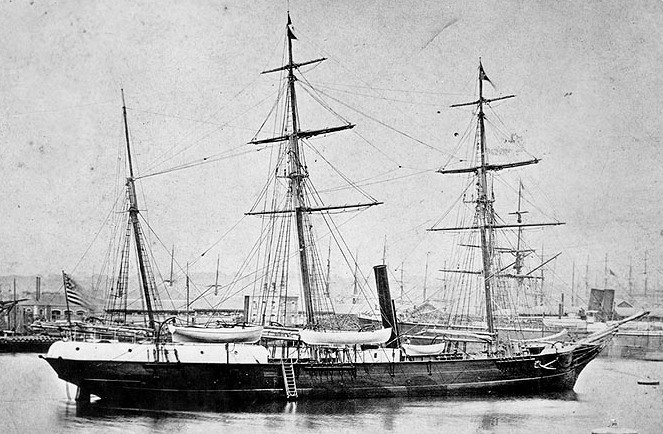
O USS Jeannette, navio com o qual De Long queria alcançar o Polo Norte.

As ilhas Jeannette, Henrietta e Bennett foram descobertas em 1881 pela expedição liderada pelo tenente George Washington De Long no navio USS Jeannette. As ilhas De Long foram reclamadas pelos Estados Unidos O Departamento de Estado dos Estados Unidos afirmou que nenhuma reclamação foi feita pelos Estados Unidos sobre qualquer das ilhas embora em 1882 o Departamento da Marinha dos Estados Unidos tenha afirmado que tinha tomado posse da ilha Henrietta.
Em agosto de 1901, o navio ártico russo Zarya cruzou o mar de Laptev em busca da lendária Terra de Sannikov (Zemlya Sannikova), mas ficou bloqueado na banquisa nas ilhas da Nova Sibéria. Durante o ano de 1902, as tentativas continuaram, enquanto o Zarya estava encalhado no gelo permanente. O explorador russo Eduard Toll e três dos seus companheiros desapareceram para sempre em novembro de 1902, enquanto se deslocavam para sul a partir da ilha Bennett, sobre pedaços de gelo flutuantes.
As ilhas Vilkitskogo e Zhokhov foram descobertas por Boris Vilkitsky durante a Expedição Hidrográfica ao Oceano Ártico, por si liderada em 1913 e 1914, respetivamente. Situam-se ligeiramente mais a sul (com latitude por volta de 76° N) e não estão glaciadas, sendo muito baixas. Na ilha Henrietta esteve instalada uma estação polar de investigação entre 1937 e 1963.